# Antía Jácome
Antía Jácome Couto (Pontevedra, 22 de noviembre de 1999) es una deportista española que compite en piragüismo en la modalidad de aguas tranquilas.
Ganó cuatro medallas de plata en el Campeonato Mundial de Piragüismo, en los años 2021 y 2023, y cuatro medallas en el Campeonato Europeo de Piragüismo, en los años 2022 y 2024. En los Juegos Europeos de Cracovia 2023 consiguió dos medallas, oro en C2 200 m mixto y plata en C2 500 m.
Participó en dos Juegos Olímpicos de Verano, ocupando en Tokio 2020 el quinto lugar en la prueba de C1 200 m, y en París 2024 el cuarto lugar en C1 200 m y el sexto en C2 500 m.
Estudió el grado de Educación Infantil en la Universidad Católica San Antonio de Murcia.

## Palmarés internacional
| Campeonato Mundial | Campeonato Mundial     | Campeonato Mundial | Campeonato Mundial |
| Año                | Lugar                  | Medalla            | Competición        |
| ------------------ | ---------------------- | ------------------ | ------------------ |
| 2021               | Copenhague (Dinamarca) | Medalla de plata   | C1 200 m           |
| 2023               | Duisburgo (Alemania)   | Medalla de plata   | C1 200 m           |
| 2023               | Duisburgo (Alemania)   | Medalla de plata   | C2 200 m           |
| 2023               | Duisburgo (Alemania)   | Medalla de plata   | C2 500 m           |
| Juegos Europeos    |                        |                    |                    |
| Año                | Lugar                  | Medalla            | Competición        |
| 2023               | Cracovia (Polonia)     | Medalla de oro     | C2 200 m mixto     |
| 2023               | Cracovia (Polonia)     | Medalla de plata   | C2 500 m           |
| Campeonato Europeo |                        |                    |                    |
| Año                | Lugar                  | Medalla            | Competición        |
| 2022               | Múnich (Alemania)      | Medalla de oro     | C1 200 m           |
| 2022               | Múnich (Alemania)      | Medalla de plata   | C2 200 m           |
| 2024               | Szeged (Hungría)       | Medalla de oro     | C2 200 m           |
| 2024               | Szeged (Hungría)       | Medalla de plata   | C1 200 m           |